# Wolfgang Peters (Tischtennisspieler)
Wolfgang Peters (* um 1931) ist ein ehemaliger deutscher Tischtennisspieler. Er wurde bei der Deutschen Meisterschaft 1950 Dritter im Doppel.

## Spieler
Wolfgang Peters war in Berlin aktiv. Er spielte in den Vereinen BTTC Grün-Weiß Berlin und Tennis Borussia. Mehrere Siege erzielte er bei Berliner Meisterschaften:
- 1949/50:  Doppel mit Günter Herms
- 1950/51:  Doppel mit Günter Herms
- 1951/52:  Einzel, Doppel mit Günter Felske, Mixed mit Erika Richter
- 1952/53:  Mixed mit Uschi von Puttkamer
- 1953/54:  Doppel mit Günter Felske

In den 1950er Jahren nahm er an mehreren Deutschen Meisterschaften teil. Hier war er 1950 am erfolgreichsten, als er mit Manfred Feld im Doppel das Halbfinale erreichte.
1957 erlitt er bei einem Autounfall schwere Verletzungen, wonach er bei Spitzenturnieren nicht mehr in Erscheinung trat.